# Touffréville
Touffréville ist eine französische Gemeinde mit 391 Einwohnern (Stand: 1. Januar 2022) im Département Calvados in der Region Normandie; sie gehört zum Arrondissement Lisieux und zum Kanton Troarn. Die Einwohner werden Touffrévillais genannt.

## Geographie
Touffréville liegt etwa zehn Kilometer östlich von Caen. Im nordöstlichen Gemeindegebiet entspringt das Flüsschen Divette das hier noch Ruisseau du Bois de Bavent genannt wird. Umgeben wird Touffréville von den Nachbargemeinden Bavent im Norden und Nordosten, Sannerville im Süden und Troarn im Osten, Cuverville im Westen und Südwesten sowie Escoville im Westen und Nordwesten.

## Bevölkerungsentwicklung
| Jahr      | 1962 | 1968 | 1975 | 1982 | 1990 | 1999 | 2006 | 2013 |
| Einwohner | 226  | 248  | 262  | 254  | 281  | 292  | 301  | 291  |

Quelle: INSEE

## Sehenswürdigkeiten

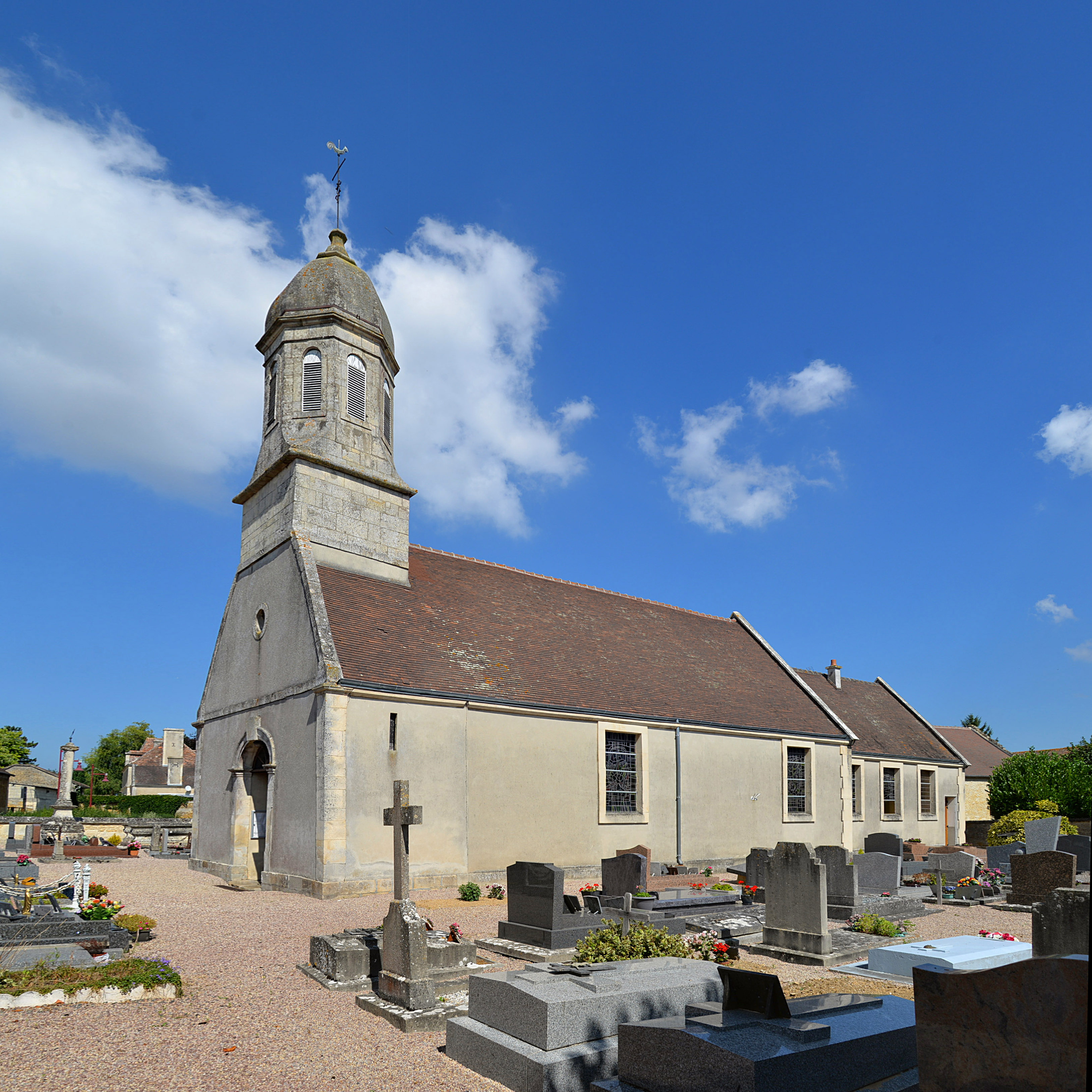
Kirche Saint-Pierre

- Kirche Saint-Pierre